# Domenico Doardo
Domenico Doardo (Verona, 3 luglio 1974) è un allenatore di calcio ed ex calciatore italiano, di ruolo portiere, preparatore dei portieri del Foolad.
È laureato in Economia e Commercio presso l'Università di Bologna.

## Carriera

### Giocatore

#### Club
Cresciuto nelle giovanili di Colognola, Vicenza e Torino, ha giocato alcune partite in Serie A con Torino ed Verona ma sviluppando la maggior parte della sua carriera tra Serie B e C con le maglie di Ravenna, Genoa, Cremonese e Treviso.
Nelle ultime stagioni ha militato in formazioni di Serie C, ricoprendo il ruolo di secondo portiere e non scendendo praticamente mai in campo. Il suo ultimo impegno calcistico è stato al Benevento, durato solo pochi mesi, fino alla rescissione consensuale nel dicembre 2008. 

#### Nazionale
Nel 1995 ha fatto parte della Nazionale Under-21 di Cesare Maldini, totalizzando 7 presenze e subendo 4 reti.

### Allenatore
Nell'estate 2011 entra nello staff tecnico di Paolo Di Canio, nuovo allenatore dello Swindon Town, come preparatore dei portieri.  Il 21 aprile 2012 la sua squadra raggiunge la matematica promozione in League One con due turni d'anticipo. Il 18 febbraio 2013, lascia l'incarico a seguito delle dimissioni di Di Canio.
Il 31 marzo 2013 entra nello staff tecnico di Di Canio al Sunderland sempre come allenatore dei portieri, lasciandolo il 22 settembre, con l'esonero del tecnico romano.
Nella stagione sportiva 2018/2019 lavora come preparatore dei portieri nell' Albissola, squadra militante in Serie C, dove a fine stagione ottiene la salvezza.
Nell'ottobre 2019 entra a far parte dello staff di Noureddine Zekri, nuovo allenatore del Damac, club partecipante alla massima divisione del campionato saudita.
Dalla stagione 2021/2022 è l'allenatore dei portieri dell' Al-Gharafa, squadra qatariota allenata dal tecnico italiano Andrea Stramaccioni.
Dalla stagione 2022/2023, dopo 3 anni di esilio, torna in Italia, all'Udinese, squadra allenata da Andrea Sottil.